# 대막요
《대막요》(风中奇缘)는 2014년 방송되었던 중국의 드라마이다.

## 소개
- 늑대들과 자란 소녀와 전쟁 영웅의 사랑을 그린 시대 드라마

## 등장인물
- 류스스 - 신월 역 (성우 - 강유경)
- 펑위옌 - 위무기 역 (성우 - 정재헌)
- 후거 - 막순 역 (성우 - 박상훈)
- 천파라 - 진상 역 (성우 - 이보희)
- 완성문 (阮圣文) - 흑석 역 (성우 - 신성호)
- 한진화 (韩振华) - 진숙 역 (성우 - 이동훈)
- 톈루이니 - 홍고 역 (성우 - 송도영)
- 이위정 (李玮珽) - 석풍 역 (성우 - 공경은)
- 장가이 (張可頤) - 무사황후 역
- 차이야퉁 - 모운주 역
- 디리러바 - 여희 역
- 한동 (韩栋) - 이감 역